# Уппландс Весбю
Уппландс Весбю (швед. Upplands Väsby; произношение: [ˈɵ̌pːlands ˈvɛ̌ːsbʏ] ⓘ) —  часть городской агломерации Уппландс-Весбю и Соллентуна, а также центр коммуны Уппландс-Весбю в лене Стокгольм. Европейский маршрут E4 и железная дорога Осткустбанан проходят через этот город. Расстояние до центра Стокгольма составляет 25 километров, а до Уппсалы - 45 километров.

## Этимология
Происхождение названия Весбю связано с замком Стора Весбю, который принадлежит дворянскому роду Де Гер. Когда железная дорога была проложена между Стокгольмом и Уппсалой, была необходимость пересечь владения Стора Весбю. Станция была открытая в 1866 году и получила название Весбю.

## Города-побратимы
- Польша, Пясечно с 2002.[3]